# Partit dels i les Comunistes de Catalunya
El Partit dels i les Comunistes de Catalunya (PCC) fou un partit polític català d'ideologia comunista. Va sorgir l'abril de 1982 a partir d'una escissió del sector prosoviètic, oposat a l'eurocomunisme, del Partit Socialista Unificat de Catalunya (PSUC). El seu eslògan era «Pau, treball i autodeterminació». El seu butlletí mensual fou Avant i la seva organització juvenil, CJC-Joventut Comunista. També impulsà la Fundació Pere Ardiaca. En novembre de 2014 es va dissoldre en un nou partit, Comunistes de Catalunya.

## Història

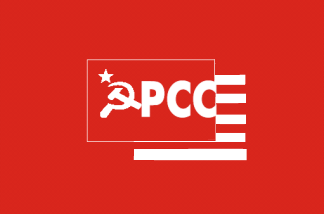
Bandera alternativa del Partit dels Comunistes de Catalunya

El partit va néixer arran l'escissió del sector marxista-leninista, del Partit Socialista Unificat de Catalunya (PSUC).
L'escissió es produí arran del Congrés del PSUC de gener de 1981, les tesis eurocomunistes llavors vigents foren derrotades, i el prosoviètic Pere Ardiaca, que el 1936 era membre del Partit Comunista de Catalunya quan aquest es va fusionar amb altres partits per fundar el PSUC, fou elegit com a nou president del partit, amb Francesc Frutos i Gras com a secretari general. Tanmateix, el maig, el Comitè Central del PSUC, a petició del Comitè Executiu, recuperà la definició d'"eurocomunista" del partit, amb l'oposició del sector prosoviètic. La supeditació del PSUC al Partit Comunista d'Espanya facilità el boicot dels eurocomunistes. Davant aquests fets, Ardiaca es va negar a acceptar els termes de la resolució, i finalment fou destituït pel comitè central del PSUC el 4 de juliol. El 12 de juliol, la IV Conferència Nacional del PSUC ratificà l'adopció, novament, de l'eurocomunisme. Davant la gravetat de la crisi, el comitè central va decidir convocar un congrés extraordinari, la qual cosa va ser desautoritzat pel sector prosoviètic, acusant als comitès executiu i central d'haver vulnerat "la política aprovada pel cinquè congrés".
Arran de la publicació d'aquestes crítiques, el Comitè Central va decidir sancionar i en alguns casos expulsar, com en el cas d'Ardiaca, als representants del sector prosoviètic, acusats de "fraccionalistes". Finalment, el sector prosoviètic va deixar el PSUC, i a l'abril de 1982 es va constituir el Partit dels i els Comunistes de Catalunya (PCC), del qual Ardiaca va ser elegit president. En desembre de 1981, quatre dels diputats del PSUC en el Parlament de Catalunya pertanyents al sector prosoviètic, van deixar el grup parlamentari comunista i van passar a ser no adscrits.
El primer Comitè Executiu el formaren: Pere Ardiaca (President), Juan Ramos (Secretari General), Josep Serradell (coordinació), Rafael Juan (premsa i propaganda), Paco Trives (organització), Joan Tafalla (direcció de l'òrgan de comunicació), Leopoldo Espuny i Carrillo (política internacional), Aurora Gómez (secretària de la dona), Celestino Andrés Sánchez Ramos (relacions polítiques), Marià Pere i Lizàndara (moviment ciutadà i política institucional); Josep Maria Corral i Belorado (relació amb els mitjans de comunicació), Jaume Balcells (política agrària), Justiniano Martínez Medina (moviment obrer), Lluís Orri (responsable polític de Barcelona), Josep Espin (responsable polític del Vallès Occidental), Juan Muñiz (responsable polític del Baix Llobregat), Marçal Giró (formació), Quim Boix i Alfred Clemente (sense cartera).
A més dels 4 diputats (Xema Corral, Pere Ardiaca, Celestino Sánchez i Juan Ramos) al Parlament de Catalunya que passessin al PCC, pràcticament un centenar de regidors que havien estat triats en les eleccions municipals pel PSUC van passar a les files del nou Partit, destacant per sobre de tots, el cas de Barberà del Vallès, on dels 12 regidors electes per la llista del PSUC, onze van passar al grup no adscrit de regidors del PCC. El traspàs de militants comunistes del PSUC al PCC en 1982 va ser molt variable segons les comarques i sectors.

## Desenvolupament
En 1984 el PCC va ser un dels impulsors de la creació del Partit Comunista dels Pobles d'Espanya (PCPE), convertint-se així el primer en representant del segon en Catalunya. Per a aquesta tasca, el PCC va enviar a Madrid una dotzena de quadres polítics, tant del mateix PCC com de l'organització juvenil, com el secretari d'organització Josep Serradell o el secretari general de les joventuts, Josep Miquel Céspedes. Aquest mateix any, en les eleccions al Parlament de Catalunya, el PCC va aconseguir el seu sostre electoral com a partit en solitari, obtenint 71.130 vots, que van suposar el 2,79% dels vots. El límit del 3% requerit per entrar en el Parlament li va impedir al PCC ocupar els dos escons que, sense mínim de vots, hagués obtingut.
El 1987 el PCC va participar en la creació d'Iniciativa per Catalunya, tot i que se'n va separar en 1989. En aquest mateix any, Juan Ramos Camarero va ser escollit secretari general del PCPE i la secretaria general del PCC va ser ocupada per Marià Pere i Lizàndara.
En 1994 el PCPE i el PCC van trencar la germanor, passant des d'aquest any el Partit Comunista del Poble de Catalunya (PCPC) a ser la nova organització representant del PCPE a Catalunya. A mitjan dècada de 1990 el PCC va impulsar, amb altres organitzacions, una plataforma polític social anomenada Unitat d'Esquerres que acabaria convertint-se en Esquerra Unida i Alternativa en 1998. El PCC per tant, participa en la creació d'EUiA al costat del PSUC-viu, el POR, Col·lectiu per una Esquerra Alternativa, Col·lectius llibertaris, el Partit d'Acció Socialista (PASOC) i membres de diferents organitzacions socials independents de l'esquerra catalana.

## Front d'Esquerres
El projecte del PCC és el denominat "Front d'Esquerres" a Catalunya. Aquesta tesi va ser elaborada en 1983 i ampliada en les diferents conferències polítiques i congressos de la formació. S'aposta per la construcció d'una gran aliança al voltant de la classe obrera, mitjançant la qual fer possible una política de transformacions polítiques, socials, econòmiques i culturals radicals. S'analitza de forma crítica la renúncia a la ruptura amb la dictadura franquista i l'acceptació dels partits de llavors a la reforma, la qual cosa va provocar, segons el PCC, la pèrdua de la tradició unitària del poble de Catalunya i que la "burgesia" continués tenint un paper dirigent en la societat. A més es va desmobilitzar i va desorganitzar a la militància per canalitzar-la vers les institucions, per la qual cosa el PCC considera que la tasca principal és reconstruir la unitat de classe i la unitat de l'esquerra.
Més endavant s'afirma que el front d'esquerres no pot avançar sense que existeixi un Partit Comunista fort amb capacitat articuladora de les forces socials i polítiques en la lluita per l'aplicació d'un programa d'esquerres transformador. Un Front d'Esquerres per tant, ha d'articular forces polític-socials d'esquerres, coordinant el treball pel programa d'esquerres, aconseguint convertir-se en una alternativa de poder d'esquerres. El Front d'Esquerres ha d'estar organitzat en tots els nivells de la societat, incloent a totes les forces que estiguin disposades a unir-se. En el marc partidista, la proposta del PCC parla del front d'esquerres capaç d'agrupar els tres corrents fonamentals de l'esquerra catalana: el corrent "reformista" (PSUC), el nacionalista (ERC i ENA) i el comunista (PCC).
En els plans econòmic, social, cultural i polític el PCC pretén vertebrar els moviments de resistència al capitalisme i orientar-los en la perspectiva superadora del socialisme. Organitzacions com els sindicats, associacions de veïns, moviments socials, plataformes unitàries, moviments feministes i per la igualtat de gènere, moviments ecologistes, per la cultura... són les organitzacions on el PCC pretén organitzar el front d'esquerres.
Els canvis organitzatius que van finalitzar al XII Congrés del PCC mostren una aposta decidida per la consolidació de l'organització com un "partit orgànic de la societat i de quadres revolucionaris". D'altra banda, militants del PCC formen part de la nova direcció de Comissions Obreres (CCOO), d'Izquierda Unida (IU), d'Esquerra Unida i Alternativa i del Partit de l'Esquerra Europea.
Els principis i postulats del PCC s'agrupen en 7 punts bàsics, les anomenats "7 propostes per a una política d'esquerres". En 1986 s'ampliarà la proposta que serà coneguda com el Front d'Esquerres:
| « | 1. Defensa de la sobirania nacional. Per la independència i la pau. Persegueix la sortida d'Espanya de l'OTAN, fomentar el pacifisme a nivell internacional i exigir un "Estatut de Neutralitat" per a Catalunya. 2. Creació i defensa de l'ocupació. Postula destinar el pressupost militar a altres branques de la producció, crear un subsidi equivalent al salari mínim vital, elevar les pensions i legislar una jornada laboral de 35 hores setmanals. 3. Reforma Agrària, amb expropiació de grans finques, nacionalització d'indústries de subministraments al camp d'abonaments, sements, maquinàries i foment del cooperativisme. 4. Defensa de les llibertats. Inclouen diverses mesures com permetre el vot a partir dels 16 anys, derogar la Llei d'Estrangeria, promoure el reconeixement dels represaliats pel franquisme i derogar la Llei Antiterrorista. 5. Per un estat democràtic. Pel dret d'autodeterminació. Reconeixement del dret d'autodeterminació i sobirania dels "pobles d'Espanya", en el marc d'una República Federal. 6. Per una política democràtica de benestar i cultura, millorant les prestacions públiques, fomentant la sanitat i l'educació públiques. 7. Per la conservació de l'equilibri ecològic. Fomentant les energies alternatives, i eliminant l'energia nuclear. | » |

## Des del 2010 fins a la dissolució
El PCC va continuar integrat a EUiA, treballant molt intensament a Comissions Obreres (CCOO), on participà al sector crític del sindicat a Catalunya.

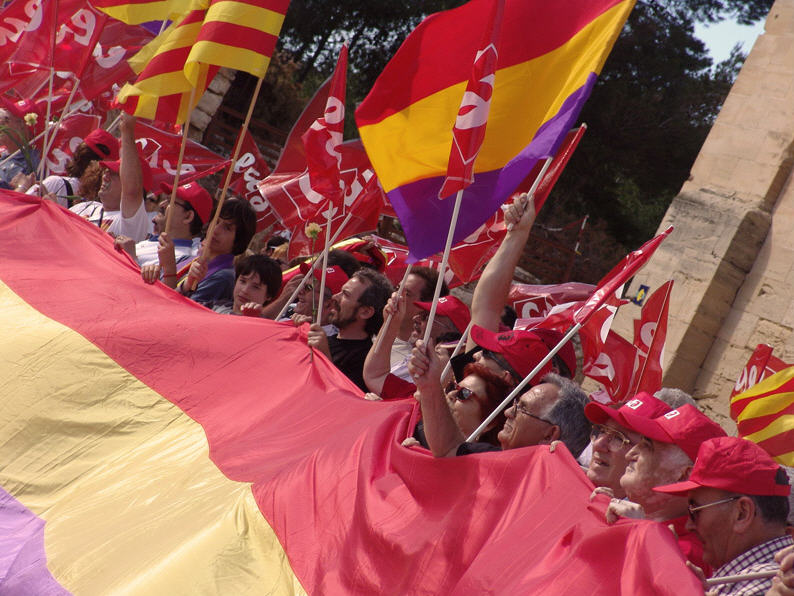
Militants d'EUiA a Corbera d'Ebre.

En aquell moment, el coordinador d'EUiA era Jordi Miralles, dirigent del PCC i també diputat al Parlament de Catalunya per la coalició Iniciativa per Catalunya Verds - Esquerra Unida i Alternativa (ICV-EUiA). Merce Civit, també diputada, i Joan Josep Nuet i Pujals, senador, també triat per la coalició ICV-EUiA, foren membres del de la direcció del PCC. Entre el 23 i el 24 de gener de 2010 es va celebrar el XII Congrés del PCC, on es va posar punt final a la reorganització del Partit que es va iniciar al VIII Congrés. En aquest Congrés va haver-hi una renovació en el Comitè Central, es va posar punt final al nou model organitzatiu i va sortir triat com a nou secretari general Joan Josep Nuet, senador d'EUiA i responsable de l'Àrea d'Organització d'IU. Joan Josep Nuet va succeir en la secretària general Marià Pere i Lizàndara, que portava en aquesta responsabilitat des del VIII Congrés.

## Resultats electorals

### Eleccions al Parlament
En les eleccions al Parlament de Catalunya de 1995 el PCC va formar part de la coalició Iniciativa per Catalunya-Els Verds (IC-EV) amb Iniciativa per Catalunya i Els Verds (Confederació Ecologista de Catalunya), obtenint un diputat, dels onze que va obtenir la coalició, per la circumscripció de Barcelona, el secretari general dels CJC - Joventut Comunista, Fidel Lora Lillo. Des de 1998 el PCC forma part de la coalició Esquerra Unida i Alternativa, mitjançant la qual s'ha presentat a la resta de comicis fins a l'actualitat.
En les eleccions al Parlament de Catalunya de 2006, el PCC va aconseguir dos diputats, com a part d'EUiA, que es va presentar en coalició amb Iniciativa per Catalunya Verds, així com un senador per designació del Parlament, Joan Josep Nuet i Pujals. El PCC va tenir representació en la conselleria de Medi ambient i Habitatge, així com en la de Relacions Institucionals, havent-se negat, d'altra banda, a participar en la conselleria d'Interior.
A les eleccions al Parlament de Catalunya de 2010, el PCC aconsegueix de nou revalidar els seus dos diputats nacionals, Jordi Miralles i Conte i Mercè Civit i Illa, com a part d'EUiA, que es va presentar en coalició amb Iniciativa per Catalunya Verds, així com un senador per designació del Parlament, Joan Josep Nuet i Pujals. A les eleccions al Parlament de Catalunya de 2012, el PCC va obtenir un diputat integrat en la coalició ICV-EUiA per la circumscripció de Barcelona: Joan Mena.
| Any  | Vots          | %             | Escons  | +/- | Notes                                                       |
| ---- | ------------- | ------------- | ------- | --- | ----------------------------------------------------------- |
| 1984 | 71.130        | 2,79          | 0 / 135 | Nou |                                                             |
| 1988 | Dins IC       | Dins IC       | 2 / 135 | 2   | Marià Pere i Celestino Sánchez, passen al grup mixt al 1989 |
| 1992 | 22.181        | 0,84          | 0 / 135 | 2   |                                                             |
| 1995 | Dins IC-EV    | Dins IC-EV    | 1 / 135 | 1   | Fidel Lora Lillo                                            |
| 1999 | Dins EUiA     | Dins EUiA     | 0 / 135 | 1   |                                                             |
| 2003 | Dins ICV-EUiA | Dins ICV-EUiA | 1 / 135 | 1   | Jordi Miralles                                              |
| 2006 | Dins ICV-EUiA | Dins ICV-EUiA | 2 / 135 | 1   | Jordi Miralles, Mercè Civit i Illa.                         |
| 2010 | Dins ICV-EUiA | Dins ICV-EUiA | 2 / 135 | =   | Jordi Miralles, Mercè Civit i Illa.                         |
| 2012 | Dins ICV-EUiA | Dins ICV-EUiA | 1 / 135 | 1   | Joan Mena i Arca                                            |

### Eleccions Generals
En les eleccions generals espanyoles de 2011 EUiA participa en coalició amb ICV a Catalunya, sumada a la coalició d'Esquerra Unida - Els Verds. En aquestes eleccions, la coalició obté 3 diputats, sent un d'ells - Joan Josep Nuet - secretari general del PCC i d'Esquerra Unida i Alternativa.
| Corts Generals |                  |                  |                  |                  |                  |                  |                  |                  |                    |
| Any            | Catalunya        | Catalunya        | Catalunya        | Catalunya        | Catalunya        | Catalunya        | Catalunya        | Catalunya        | Catalunya          |
| Any            | Congrés          | Congrés          | Congrés          | Congrés          | Congrés          | Congrés          | Senat            | Senat            | Senat              |
| Any            | Vots             | %                | #                | Escons           | +/–              | Notes            | Escons           | +/–              | Notes              |
| 1986           | 50.689           | 1,61%            | 7è               | 0 / 47           | Nou              |                  | 0 / 16           | Nou              |                    |
| 1989           | 31.966           | 1,02%            | 8è               | 0 / 47           | =                |                  | 0 / 16           | =                |                    |
| 1993           | No es presenten. | No es presenten. | No es presenten. | No es presenten. | No es presenten. | No es presenten. | No es presenten. | No es presenten. | No es presenten.   |
| 1996           | No es presenten. | No es presenten. | No es presenten. | No es presenten. | No es presenten. | No es presenten. | No es presenten. | No es presenten. | No es presenten.   |
| 2000           | Dins EUiA        | Dins EUiA        | 6è               | 0 / 47           | =                |                  | 0 / 47           | =                |                    |
| 2004           | Dins ICV-EUiA    | Dins ICV-EUiA    | 5è               | 0 / 47           | =                | De 2 diputats.   | 0 / 16           | =                | D'un senador (ECP) |
| 2008           | Dins ICV-EUiA    | Dins ICV-EUiA    | 5è               | 0 / 47           | =                | D'un diputat.    | 0 / 16           | =                | D'un senador (ECP) |
| 2011           | Dins ICV-EUiA    | Dins ICV-EUiA    | 4t               | 1 / 47           | 1                | De 3 diputats    | 0 / 16           | =                | D'un senador (EPC) |

### Eleccions municipals
A les eleccions municipals de 2007, EUiA va obtenir 70 regidors i dues alcaldies a Catalunya. En les eleccions municipals de 2011, el PCC integrat en EUiA aconsegueix millorar la seva representació en regidors i manté les seves alcaldies.
| Any  | Vots          | %             | Escons      | Notes                           |
| ---- | ------------- | ------------- | ----------- | ------------------------------- |
| 1983 | 68.451        | 2,28          | 73 / 8.193  |                                 |
| 1987 | Dins IC       | Dins IC       | 298 / 8.186 | Regidors totals de la coalició. |
| 1991 | 14.521        | 0,54          | 4 / 8.328   |                                 |
| 1995 | Dins IC-EV    | Dins IC-EV    | 373 / 8.426 | Regidors totals de la coalició. |
| 1999 | Dins EUiA     | Dins EUiA     | 35 / 8.500  | Regidors totals de la coalició. |
| 2003 | Dins ICV-EUiA | Dins ICV-EUiA | 397 / 8.690 | Regidors totals de la coalició. |
| 2007 | Dins ICV-EUiA | Dins ICV-EUiA | 451 / 8.690 | Regidors totals de la coalició. |
| 2011 | Dins ICV-EUiA | Dins ICV-EUiA | 400 / 8.690 | Regidors totals de la coalició. |

### Eleccions europees
| Any  | Candidatura                                                  | Vots (Cat)                                                   | % (Cat)                                                      | Escons                                                       | +/-                                                          | Notes                                                        |
| ---- | ------------------------------------------------------------ | ------------------------------------------------------------ | ------------------------------------------------------------ | ------------------------------------------------------------ | ------------------------------------------------------------ | ------------------------------------------------------------ |
| 1987 | PCPE-PCC en Esquerra Unida                                   | 162.709                                                      | 5,42                                                         | 0 / 60                                                       | Nou                                                          | D'un eurodiputat                                             |
| 1989 | PCPE-PCC                                                     | 33.948                                                       | 1,44                                                         | 0 / 60                                                       | =                                                            |                                                              |
| 1994 | Amb el trencament amb el PCPE, no es presenten conjuntament. | Amb el trencament amb el PCPE, no es presenten conjuntament. | Amb el trencament amb el PCPE, no es presenten conjuntament. | Amb el trencament amb el PCPE, no es presenten conjuntament. | Amb el trencament amb el PCPE, no es presenten conjuntament. | Amb el trencament amb el PCPE, no es presenten conjuntament. |
| 1999 | Dins EUiA                                                    | 58.977                                                       | 2,08                                                         | 0 / 64                                                       | =                                                            |                                                              |
| 2004 | Dins ICV-EUiA en Esquerra Unida                              | 151.871                                                      | 7,21                                                         | 0 / 54                                                       | =                                                            | D'un eurodiputat                                             |
| 2009 | Dins ICV-EUiA a L'Esquerra                                   | 119.755                                                      | 6,26                                                         | 0 / 54                                                       | =                                                            | D'un eurodiputat                                             |
| 2014 | Dins ICV-EUiA a L'Esquerra Plural                            | 259.152                                                      | 10,49                                                        | 0 / 54                                                       | =                                                            | D'un eurodiputat                                             |

## Dissolució i fundació de Comunistes de Catalunya
En coherència amb els seus postulats unitaris, el 14è Congrés del PCC va decidir per àmplia majoria la dissolució del partit i l'aportació de tot el seu capital humà, polític i material a una nova organització unitària dels comunistes: Comunistes de Catalunya. L'1 novembre 2014 a La Farga de l'Hospitalet de Llobregat, els i les militants del PCC van resoldre confluir amb altres sectors comunistes, procedents del PSUC Viu i de col·lectius comunistes sense partit, en la fundació de Comunistes de Catalunya. El Comitè Central sorgit del primer congrés de la nova organització va triar a Joan Josep Nuet com a secretari general del nou partit. Durant les eleccions generals celebrades el 20 de desembre del 2015 i el 26 de juny de 2016, Comunistes de Catalunya mitjançant Esquerra Unida i Alternativa va formar part de la coalició guanyadora al Principat En Comú Podem, aconseguint 2 diputats, Joan Mena per Barcelona i Fèlix Alonso com a cap de llista per Tarragona.